# Sylvester David
Sylvester David OMI (* 15. August 1953 in Durban, Südafrika) ist ein südafrikanischer Ordensgeistlicher und römisch-katholischer Weihbischof in Kapstadt.

## Leben
Sylvester David trat am 4. Januar 1984 der Ordensgemeinschaft der Oblaten der Unbefleckten Jungfrau Maria bei und legte am 15. Februar 1988 die ewige Profess ab. Er empfing am 8. Februar 1991 das Sakrament der Priesterweihe.
Am 6. Juni 2019 ernannte ihn Papst Franziskus zum Titularbischof von Gunugus und zum Weihbischof in Kapstadt.